# همه‌پرسی انقلاب سفید
همه‌پرسی انقلاب سفید شاه و ملت در تاریخ ۶ بهمن ۱۳۴۱ در جهت نظرخواهی از مردم ایران درباره اصول شش‌گانه پیشنهادی شاه برای یک سلسله اصلاحات اقتصادی و اجتماعی برگزار شد.

## پیشینه
سالروز ششم بهمن برای بسیاری از ایرانیان یادآور یک تعطیلی بزرگ و به راه افتادن راهپیمایی‌های متعدد است؛ راهپیمایی‌هایی در بزرگداشت سالروز انقلاب سفید شاه و ملت یا به اصطلاح همان رفراندوم معروفی که در سال ۱۳۴۱ اتفاق افتاد و شش ماده را در آن، محمدرضا پهلوی به رفراندوم گذاشت.

## برگزاری
در تاریخ ۶ بهمن ۱۳۴۱ همه‌پرسی برگزار شد.
چون زنان حق رای نداشتند (یعنی یکی از ماده‌ها دادن حق رای به زنان بود پس خودشان حق رای نداشتند) وزارت کشور اعلام کرد رای زنان به حساب نمی‌آید.

### مشارکت
در آن هنگام ایران حدود ۲۴ میلیون نفر جمعیت داشت با آهنگ رشد ۲٫۷٪ که بالا است.
اگر از این تعداد ۷۰٪ واجد شرایط بوده‌باشند می‌شود ۱۶٫۸ میلیون نفر. با توجه به این که زنان حق رای نداشتند می‌شود ۸٫۴ میلیون. اگر نتایج اعلامی یعنی ۵٫۶ میلیون نفر مشارکت درست باشد، مشارکت می‌شود ۶۶٪ که اگر درست باشد برای آن هنگام عدد خیلی بزرگی است.
البته در آن هنگام سه‌چهارم ایرانیان روستایی بودند. در عین حال آیت‌الله خمینی ، دکتر محمد مصدق  و نهضت آزادی این همه‌پرسی را تحریم کرده‌بودند.

## نتیجه
مردم از رادیو شنیدند که همه‌پرسی با ۵٬۶۰۰٬۰۰۰ رای موافق در برابر تنها ۴۱۵۰ رای به تصویب رسید.
نتیجهٔ دقیق این بود:
- رای موافق: ۵٬۵۹۸٬۷۱۱
- رای مخالف: ۴٬۱۱۵
- رای موافق زنان : ۲۷۱٬۱۷۹
- تخمین مشارکت: ۶۵٪[۸][۹][۱۰]